# Механика на непрекъснатите среди
Механика на непрекъснатите среди е клон на механиката, който се занимава с анализа на кинематиката на механичното поведение на материали, моделирани като непрекъсната маса, а не като отделни частици. Тя изучава общата теория на движението, деформирането и течението на деформируемите среди – газове, течности и твърди тела. Тези среди се разглеждат като непрекъснато запълващи пространството (или негови части) – пренебрегва се дискретният (прекъснатият) строеж на материята. Това е оправдано, тъй като размерите на атомите и молекулите са нищожни в сравнение с размерите на макроскопичните тела, които изучва механиката на непрекъснати среди. Понятието точка на непрекъсната среда се разбира не като геометрична точка, а като обем на средата, който е достатъчно малък от макроскопична гледна точка (т.е. гледен с просто око, изглежда като точка – размерите му са от порядка на 10-3 – 10-4 cm.). От друга страна обаче, този обем е все още много голям от микроскопично гледище, защото съдържа огромен брой атоми или молекули. оттук веднага се вижда, че методите на механиката на непрекъснатите среди са неприложими или трябва да се прилагат много внимателно при проблеми, за които е съществен дискретният строеж на материята, например при изучаване на поведението на отделен дефект на кристална решетка и др.
Под действието на приложените външни сили в средата се появят деформации – изменения на относителното положение на точките на тялото една спрямо друга в резултат на различното им преместване в пространството. Изменението на деформацията във времето се нарече течение. Като следствие от деформацията и течението в средите се появяват вътрешни усилия, наречени напрежения.
Общите уравнения на механиката на непрекъснатите среди са следни: уравнения на движението (втори закон Нютон, записан за точка от средата); уравнение за непрекъснатост, което изразява за съвместимост на деформациите, които извърша в тримерно пространство и не се проявяват вътрешни разкъсвания от типа на пукнатине и други ефекти; първият и вторият закон на термодинамиката.
Характерът на деформирането или течението на непрекъсната среда в зависимост от приложените сили, т.е. нейната реология, се задава с помощта на т.нар. конститутивни (определящи) уравнения. Това са съотношения, които свързват напр. тензора на деформацията и производните му с тензора на напреженията и производните му. най-простите конститутивни уравнения са тези за еластично тяло (за което тензорите на напреженията и деформацията са свързани с линейни съотношения) и вискозна течност (за която теензорите на вискозните напрежения и на скоростта на деформация са свързани с линейни съотношения).
Важен раздел на съвременната механика на непрекъснатите среди е изследването на най-общата възможна форма на конститутивните уравнения, които отразяват спецификата на механично поведение на даден клас среди и се съгласуват със законите на механиката и термодинамиката. Конкретизирането на тези допустими форми на конститутивните уравнения се осъществява чрез привличане на експериментални данни и числени експерименти на компютри.
Добавянето на конститутивните уравнения за изследваната среда към общите уравнения на механика на непрекъснатите среди води до системи диференциальни или интегродиференциални уравнения, които заедно с дели разпределението на деформациите, преместванията, скоростите, напреженията, температурата и на други параметри в разглежданата среда.
Механиката на непрекъснатите среди е теоретична основа, върху която се изграждат класическите раздели механика на течностите и газове, теория на еластичната реология и теория на пластичността, както и съвременната реология, която изучава поведението на среди със сложни еластовискозно-пластични свойства.
Френският математик Огюстен Луи Коши първи формулира тези модели пред 19 век, но изследванията в областта продължават и днес.